# فرودگاه جولو
فرودگاه جولو (به انگلیسی: Jolo Airport) (به زبان بومی: Paliparan ng Jolo) یک فرودگاه همگانی مسافربری با کد یاتا JOL است که یک باند فرود آسفالت دارد و طول باند آن ۱۲۶۳ متر است. این فرودگاه در کشور فیلیپین قرار دارد و در ارتفاع ۳۶ متری از سطح دریا واقع شده‌است.